# Enric Bou i Maqueda
Enric Bou i Maqueda (Barcelona, 3 de marzo de 1954) es un crítico literario e historiador de la literatura catalana . Doctor en Filosofía y Letras por la Universidad Autónoma de y licenciado en Filología Hispánica, obtuvo beca de investigación del Centro de Estudios de Historia Contemporánea de Barcelona. Catedrático de Estudios Hispánicos en la Universidad de Brown (1996-2011), profesor de Literatura española y catalana en la Università Ca' Foscari de Venecia
Es miembro de la Modern Language Association, de la Asociación Internacional Lengua y Literatura Catalanas, de la AISC (Associazione Italiana Studi catalani) y de la American Catalán Society, así como miembro fundador de la Sociedad Geográfica Española.

## Carrera literaria
Enric Bou ha dedicado buena parte de su obra publicada al ensayo literario y lingüístico. Ha publicado varias monografías dedicadas a poetas catalanes como Guerau de Liost, Joan Maragall o Josep Carner.
En 2003 publica La crisi de la paraula  junto a Joaquim Molas, en el que trata técnicas de la poesía visual, los dibujos formados con palabras o caligramas, que se han prodigado desde la antigüedad clásica hasta los movimientos de vanguardia. Para Bou, "la poesía visual sólo se puede leer".
Ha colaborado en la Història de la literatura catalana de Ariel y ha sido el editor de los volúmenes Panorama crític de la literatura catalana. VI. Segle XX. De la postguerra a l'actualitat, 2009, y Panorama crític de la literatura catalana. V. Segle XX. Modernisme, Noucentisme, Avantguarda, 2010. En 2013 dirige la obra Panorama crític de la literatura catalana. Segle XX: del modernisme a l'avantguarda, dedicada a textos entre 1900 y 1939. Bou apuesta en este volumen por las corrientes y los grupos literarios por encima de los nombres individuales.
Es antólogo de Pere Gimferrer y editor de la obra completa de  Pedro Salinas, dividida en tres volúmenes. Entre las aportaciones de este proyecto está la aparición de casi medio millar de cartas inéditas del escritor madrileño.
Es colaborador en los diarios El País y El Periódico y de las revistas Hispanic Review y Catalán Review.

## Obra
Estudios literarios
- Natura, amor, humor: la poesia de Guerau de Liost. Barcelona: Ed. 62, 1985
- Josep Carner: llengua i literatura. Barcelona: Empúries, 1985
- Poesia i sistema: la revolució simbolista a Catalunya. Barcelona: Empúries, 1989
- "Somnis", de Guerau de Liost. Barcelona: Empúries, 1993
- Papers privats: assaig sobre les formes literàries autobiogràfiques. Barcelona: Ed. 62, 1993
- Nou diccionari de literatura catalana. Barcelona: Ed. 62, 2000
- La crisi de la paraula (amb Joaquim Molas Batllori). Barcelona: Ed. 62, 2003
- Dirección de varios volúmenes de Panorama crític de la literatura catalana (Barcelona: Vicens Vives)

En castellano
- Pintura en el aire. Arte y literatura en la modernidad hispánica, 2001 [estudis literaris; castellà]
- Daliccionario. Objetos, mitos y símbolos de Salvador Dalí, 2004 [estudis literaris; castellà]
- Edició literària de Obras completas de Pedro Salinas, Volumen I: Poesía, narrativa, teatro, Volumen II: Ensayos completos, Volumen III: Epistolario (Càtedra, 2007).